# 阿德拉爾省 (阿爾及利亞)
 阿德拉尔省（阿拉伯語：ولاية أدرا）是阿尔及利亚西南部的一个省，以首府阿德拉尔的名字命名。阿德拉尔省是阿尔及利亚面积第二大的省份，北邻贝沙尔省、贝伊德省和盖尔达耶省，西接廷杜夫省，南与毛里塔尼亚和马里接壤。
阿德拉尔省分为3个区域：图瓦特绿洲、古拉拉绿洲和提迪凯勒特绿洲，下设11个县和28个市。
27°52′50″N 0°17′50″W / 27.88056°N 0.29722°W